# SMS Habsburg (1866)
«Габсбург» (нім. SMS Habsburg) — броненосець типу «Ерцгерцог Фердинанд Макс» ВМС Австро-Угорщини другої половини XIX століття.

## Історія створення
Броненосець «Габсбург» був закладений у червні 1863 року на верфі «Stabilimento Tecnico Triestino» у Трієсті. Спущений на воду 24 травня 1865 року, вступив у стрій у липні 1866 року.
Свою назву отримав на честь династії Габсбургів.

## Історія служби
На момент початку австро-італійської війни 1866 року «Габсбург» і однотипний «Ерцгерцог Фердинанд Макс» ще не були завершені. Корпуси суден був готові, але озброєння не було встановлене повністю. Але з початком війни командувач австрійським флотом Вільгельм фон Тегетгофф терміново мобілізував і повністю укомплектував всі наявні кораблі, в тому числі й «Габсбург».

### Битва біля Лісси
27 червня він привів свій флот до Анкони, але командувач італійським флотом Карло Пелліон ді Персано відмовився вступати у бій.
16 липня Персано вирушив з Анкони до острова Лісса з метою захопити його. Італійські кораблі 3 дні обстрілювали острів, завдавши серйозних пошкоджень береговим батареям, але не змогли повністю подавити їх опір, а всі спроби десанту були відбиті.
20 липня Тегетгофф привів свій флот до Лісси. Він розташував свої броненосці клином, дерев'яні кораблі 2-ї і 3-ї дивізій йшли позаду. «Габсбург» розташовувався зліва від флагманського корабля «Ерцгерцог Фердинанд Макс».
На початку бою Персано переніс свій прапор з «Ре д'Італія» на «Аффондаторе». Імовірно, що командири кораблів не були повідомлені про це. Операція зайняла 10 хвилин, в результаті між двома дивізіями кораблів утворився розрив, в який і спрямував свій удар Тегетгофф. Під час цієї атаки «Габсбург» не намагався протаранити жоден італійський корабель, проте вів  зосереджений вогонь
Далі «Габсбург», «Кайзер Макс» і «Саламандер» атакували передову дивізію італійського флоту під командуванням адмірала Вакки. Але незабаром шикування кораблів обох флотів порушилось і битва перетворилась на розрізнені сутички.
Загалом протягом бою «Габсбург» випустив 170 снарядів і отримав 38 влучань, які не завдали кораблю серйозної школи.

### Подальша служба
У 1869 році «Габсбург», «Ерцгерцог Фердинанд Макс» та декілька пароплавів супроводжували імператорську яхту, на якій Франц Йосиф I здійснив подорож Середземним морем до Порт-Саїду.
Після закінчення війни більшість австрійських кораблів були виведені в резерв та частково роззброєні. «Габсбург» був єдиним кораблем, що залишався у строю. З початком французько-прусської війни у 1870 році французький гарнізон був виведений з Риму, і Італія заявила про наміри захоплення міста. Австрія відправила «Габсбург» в італійські порти для демонстрації сили, щоб запобігти цьому. Але після поразки французів у битві при Седані 1-2 вересня 1870 року і падіння Другої французької імперії Австрія не захотіла одноосібно вести війну проти Італії. 20 вересня італійці увійшли у Рим, який наступного року став столицею Італії.
У 1874 році «Габсбург» був переозброєний 14 x 178-мм дульнозарядними гарматами Армстронга та чотирма легкими гарматами. У 1882 році додатково були встановлені чотири 90-мм казеннозарядні гармати, дві 47-мм скорострільні гармати і три 25-мм гармати.
У 1886 році «Габсбург» був виведений в резерв. Він служив сторожовим кораблем і плавучою казармою в Полі.
22 жовтня 1898 року корабель був виключений зі складу флоту і розібраний протягом 1899-1900 років.